# 安辛
安辛（西班牙語：Ancín）是西班牙纳瓦拉的一个市镇。总面积10平方公里，总人口364人（2001年），人口密度36人/平方公里。